# Pleiocarpa brevistyla
Pleiocarpa brevistyla är en oleanderväxtart som beskrevs av E. Omino. Pleiocarpa brevistyla ingår i släktet Pleiocarpa och familjen oleanderväxter. Inga underarter finns listade i Catalogue of Life.